# Comuna Kalaidînți, Lubnî
Kalaidînți (în ucraineană Калайдинці) este o comună în raionul Lubnî, regiunea Poltava, Ucraina, formată din satele Halepți, Hîtți, Kalaidînți (reședința), Klepaci și Lușnîkî.

## Demografie
Componența lingvistică a comunei Kalaidînți
     Ucraineană (99,01%)
     Alte limbi (0,95%)
Conform recensământului din 2001, majoritatea populației comunei Kalaidînți era vorbitoare de ucraineană (99,01%), existând în minoritate și vorbitori de alte limbi.